# Trioza maritima
Trioza maritima är en insektsart som beskrevs av Leonard D. Tuthill 1944. Trioza maritima ingår i släktet Trioza och familjen spetsbladloppor. Inga underarter finns listade i Catalogue of Life.